# Aleix Febas
Aleix Febas i Pérez (Lleida, 2 de febrer de 1996) és un futbolista professional català que juga en la posició de migcampista a l'Elx Club de Futbol de la Segona Divisió espanyola.

## Carrera de club
Nascut a Lleida, Catalunya, Febas va fer els seus primers passos com a futbolista en l'equip prebenjamí de l'Almacelles, a la seva localitat natal. Després de tres anys se'n va anar a jugar amb l'equip de l'Escola de Futbol Baix Segrià. Posteriorment es va incorporar a l'equip juvenil del Reial Madrid l'any 2009 amb 13 anys, procedent de la UE Lleida. Va debutar amb l'equip C el 7 de setembre de 2014 en una derrota a casa per 2-3 a Tercera Divisió contra el Fútbol Alcobendas Sport, i va marcar el seu primer gol el 21 de desembre en una derrota a casa davant la UD San Sebastián de los Reyes pel mateix marcador.
El 5 de juliol de 2015, Febas va ser ascendit al filial a Segona Divisió B pel tècnic Zinédine Zidane. Va debutar-hi el 22 d'agost, començant en un gol de 5-1 a casa contra el CD Ebro.
El 30 de gener de 2016 Febas va marcar el seu primer gol amb el Castella, marcant el primer en una victòria a casa per 2-1 contra la Reial Societat B. També va marcar doblets contra l'SD Amorebieta (4-1 èxit com a visitant) i el Sestao River Club (3-1 a casa victòria) el febrer de 2016, i va acabar la temporada amb nou gols, tot i que el seu equip va perdre l'ascens als play-offs.
El 8 de novembre de 2016, després de ser titular habitual amb Santiago Solari, Febas va renovar el seu contracte. L'11 de juliol següent, va ser cedit al club de Segona Divisió Reial Saragossa, per un any.
Febas va fer el seu debut com a professional el 18 d'agost de 2017, començant com a titular en una derrota a domicili per 0-1 contra el CD Tenerife. El 10 de juliol de l'any següent va ser cedit per un any a l'Albacete Balompié.
El 12 de juliol de 2019, Febas va acordar un contracte de quatre anys amb el RCD Mallorca, que tot just acabava d'ascendir a La Lliga. El 7 de gener de 2022 va ser cedit al Màlaga CF de segona divisió per a la resta de la campanya.
El 4 de juliol de 2022, Febas va signar un contracte indefinit de tres anys amb el Màlaga. El 30 de juny de l'any següent, després del descens del club, va marxar després d'activar una clàusula de rescissió al seu contracte i va signar un contracte de tres anys amb l'Elx CF també a la segona categoria sis dies després.